# Bela Klentze

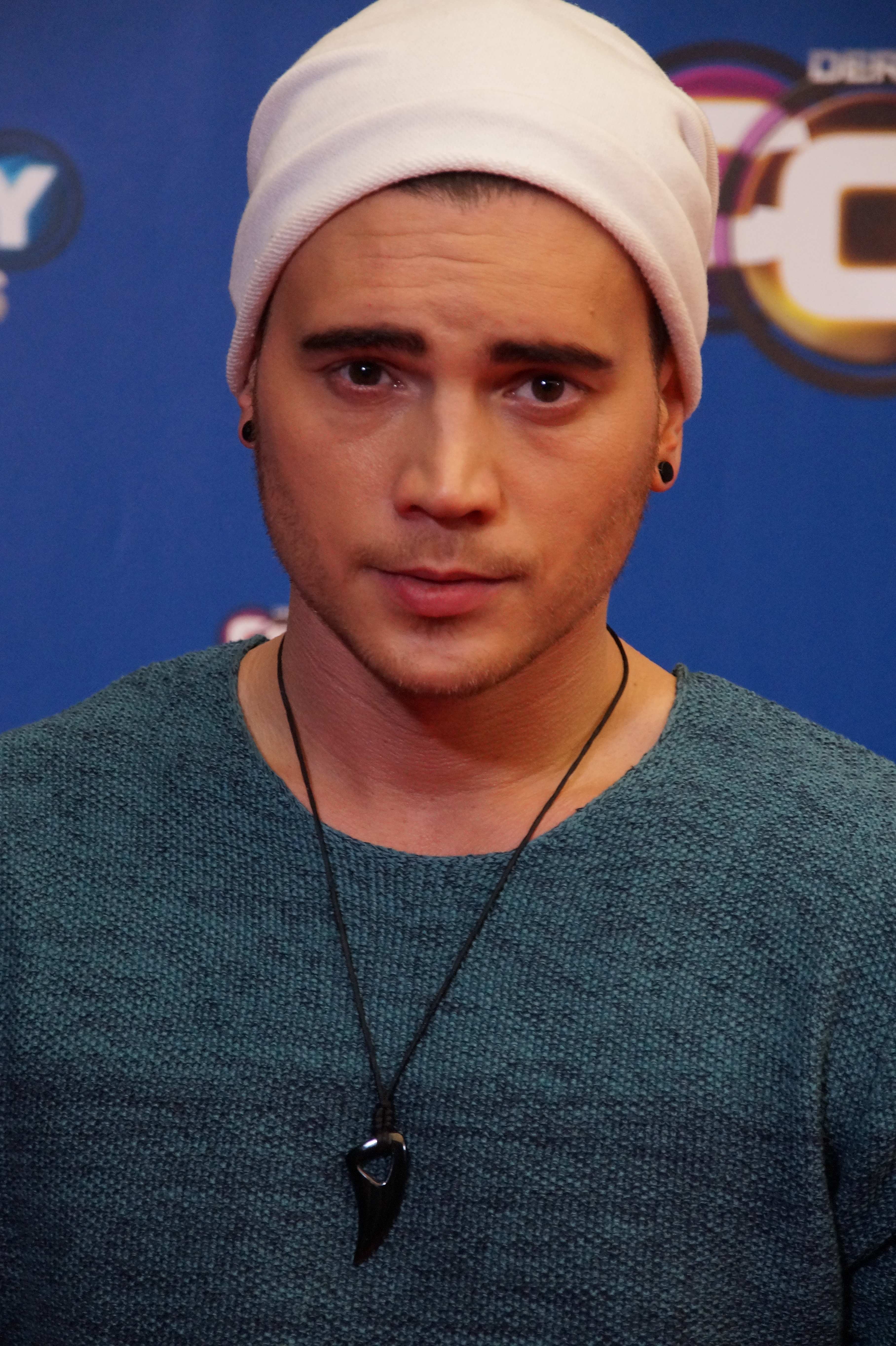
Bela Klentze beim Deutschen Comedy Preis 2016

Bela Klentze (* 25. Juli 1988 in München) ist ein deutscher Schauspieler, Moderator und Synchronsprecher.

## Leben
Bela Klentze ist der Sohn des Jazz-Musikers Thorsten Klentze und wuchs in München auf. Im Alter von neun Jahren hatte er als Kindermodel erste Auftritte. Er spielte einige Stücke im Schultheater. Im Alter von elf Jahren spielte er einen Dieb in der Tatort-Folge Kleine Diebe. Weitere kurze Auftritte als Schauspieler hatte er unter anderem in Caroline Links Film Nirgendwo in Afrika, der 2001 nach einem Roman von Stefanie Zweig entstand und 2003 mit einem Oscar als bester fremdsprachiger Film ausgezeichnet wurde.
Parallel zu seiner Schauspielausbildung auf der Internationalen Schule für Schauspiel und Acting wurde Klentze im Alter von 16 Jahren das Gesicht des Deutschen Disney Channels. Er spielte die Hauptrolle in der Sitcom Disneys Kurze Pause und drehte auch in den USA. Von 2008 bis 2009 spielte er in der Telenovela Wege zum Glück die Rolle des Theo Landmann. Seit 2005 ist er auch als Theaterschauspieler tätig. Nach diversen Auftritten wie im historischen Zweiteiler Gottes mächtige Dienerin und dem Fernsehfilm Faktor 8 wurde für Klentze 2011 in der Seifenoper Unter uns die Rolle des Bela geschrieben. Er verkörperte diese Rolle drei Jahre und stieg dann aus. 2011 wurde er für diese Rolle als Best Newcomer beim German Soap Award nominiert. Von 2016 bis 2020 spielte er die Rolle des Ronny Bergmann in der Seifenoper Alles was zählt.
Im März 2012 moderierte Klentze The Dome zusammen mit Collien Ulmen-Fernandes. Seit 2014 ist er auch als Synchronsprecher tätig. Bis April 2016 war er mit Fernanda Brandão mit dem Theaterstück Ein Apartment zu dritt auf Deutschlandtournee. 2018 war er in der 11. Staffel der RTL-Show Let’s Dance zu sehen.
Vom 21. bis zum 23. Oktober 2020 (Folge 3473–3475) war er in der Telenovela Sturm der Liebe in der Rolle des Manuel Krabbe zu sehen und er drehte die Zweite-Weltkriegs-Serie The Lost Picture und den internationalen Martial-Arts-Kinofilm Projekt Adler. Er lebt in München.
2021 gründete Klentze seine Cinematic Rock Band Stairway To Violet und veröffentlichte im selben Jahr den Debüt-Song Towards The Stars.

## Filmografie (Auswahl)

### Kino
- 2001: Nirgendwo in Afrika
- 2005: Unter der Sonne
- 2009: Gegenwind
- 2010: Das Leben ist Meer
- 2010: Ein Liebesspiel
- 2011: Monas Bürgermeister
- 2014: Dylan Papermoon – Small People in the Big City (Trailer)
- 2020: Projekt Adler

### Fernsehen
- 2000: Tatort: Kleine Diebe
- 2006–2008: Disneys Kurze Pause
- 2006: SOKO 5113
- 2006: Nebenwirkungen
- 2006: Disney’s Weihnachtssong
- 2007: Der Bulle von Tölz: Schonzeit
- 2007: Dahoam is Dahoam
- 2007: DC-Games in Florida
- 2008: Disney’s Kurze Pause
- 2008: Dönertier
- 2008: Tristan und Marianne
- 2008, 2009, 2014: Der Alte
- 2008: Marienhof
- 2008–2009: Wege zum Glück
- 2009: Faktor 8 – Der Tag ist gekommen
- 2009: Gottes mächtige Dienerin
- 2009: Sing along dance away
- 2009, 2010: Um Himmels Willen (Folgen 111, 119 und 120)
- 2009/2015: Aktenzeichen XY … ungelöst
- 2009: Fairfield
- 2010: Die Bergwacht
- 2010: Alles was zählt
- 2010: Gottes mächtige Dienerin
- 2011: SOKO Stuttgart – Wombats Ende
- 2011: Die Rosenheim-Cops – Mozarts Rückkehr
- 2011–2013: Unter uns
- 2014: Orion Stiche
- 2014: Tigerenten Club/MotzgurkeTV
- 2014: Mein dunkles Geheimnis
- 2015: Lünefeuer
- 2015: Hammer und Sichl
- 2015: Soko Stuttgart (Fernsehserie, Folge Hallschlag)
- 2016: Unter Wölfen
- 2016–2020: Alles was zählt (Hauptcast)
- 2017: Tractor Music
- 2018: Let’s Dance
- 2020: Sturm der Liebe (Fernsehserie)
- 2020: Letzte Spur Berlin (Fernsehserie)
- 2020: The Lost Picture (Serie)
- 2024: Forsthaus Rampensau Germany
- 2025: Kampf der Realitystars – Schiffbruch am Traumstrand (RTL II)

## Synchron
- 2010: Beverly Hills 90210: The Next Generation – HR – Regie: Ursula von Langen, Bavaria Synchron
- 2010: Rahan – Regie: Uli Johannson -Bavaria Synchron
- 2010: Disneys Wizards – Regie: Ursula von Langen – FFS München
- 2014: Revolution – Regie: Ursula von Langen – FFS München
- 2014: Kiss of Death – Regie: Hartmut Neugebauer – FFS München
- 2014: Taxi Brooklyn – Regie: Heiko Feld – FFS München
- 2014: Resurrection – FFS München
- 2014: American Sniper – Regie: Jan Odle – FFS München
- 2015: Arrow – Regie: Christian Weygand – FFS München
- 2015: Bosch – Regie: Benedikt Rabanus – FFS München
- 2015: Mc Farland – Regie: Cay Michael Wolf – FFS München
- 2015: The Longest Ride – Regie: Solveig Duda – FFS München
- 2015: The Game of Thrones – Regie: Jan Odle – FFS München
- 2015: Magic Mike XXL – Regie: Manuel Straube – FFS München
- 2015: Vacation – Regie Benedikt Rabanus – FFS München
- 2016: Teri Meri Kahaani – Christian Hanisch – Violetmedia
- 2016: Ozean der Träume – Volkan Dedeoglu – Violetmedia
- 2016: Desi Boys – Regie: Volkan Dedeoglu – Violetmedia
- 2016: Seraph of the end – Regie: Christian Hanisch – Violetmedia
- 2016: Hostages – Regie: Solvieg Duda – Bavaria Synchron
- 2016: The Heroic Legend of Arslan (Gieve) – Regie: Christian Hanisch – Violetmedia

## Theater
- 2005: Ein Sommernachtstraum – Regie: Bernd Dechamps – ISSA Theater, München
- 2006: Frauen, Krieg, Lustspiel – Regie: Michael W. Stallknecht – theater ... und so fort, München
- 2007: Verlorene Liebesmüh – Hauptrolle: Longaville – Regie: Frank Schröder – ISSA Theater, München
- 2008: Im weißen Rössl – Hauptrolle: Siedler – Regie: Ulf Lehner – Bürgerhaus Pullach
- 2008: Die Bassariden – Regie: Christof Loy – Staatsoper München
- 2016: Ein Apartment zu dritt – Hauptrolle: Tracy – Regie: Thomas Rohmer